# Assorbimento di colpo

Assorbimento di un calcio basso circolare (low kick) in lethwei.

Nel pugilato e altri tipi di lotta, l'assorbimento di colpo è un'azione difensiva che consiste nell'accompagnare il colpo dell'avversario per attutire l'effetto del colpo stesso. Alcuni atleti usano questa modalità di difesa per sferrare contemporaneamente un contrattacco dopo avere provocato l'attacco dell'avversario. Assorbire un colpo è una cosa diversa dall'incassarlo.

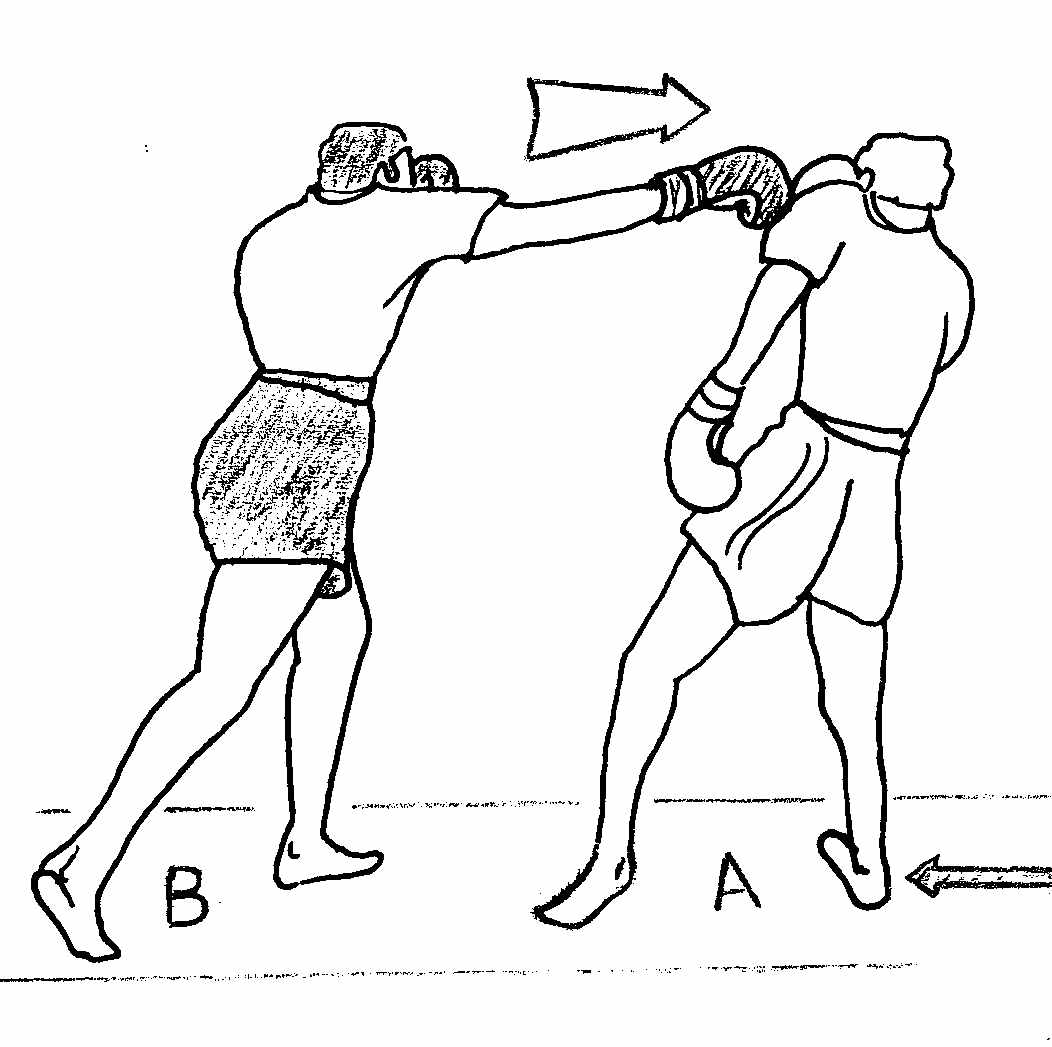
Assorbimento di un diretto lungo del braccio posterior da una inclinazione del torso a dietro
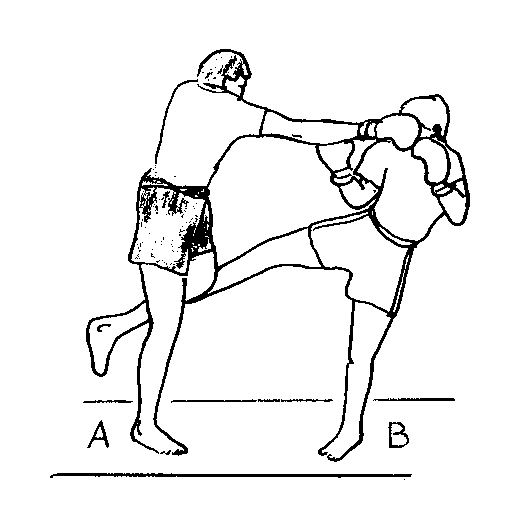
Assorbimento di un calcio basso (low kick) associato a un contro in diretto immergente

## Fonti
- Georges Blanchet, Boxe et sports de combat en éducation physique, Ed. Chiron, Paris, 1947
- Alain Delmas, 1. Lexique de la boxe et des autres boxes (Document fédéral de formation d'entraîneur), Aix-en-Provence, 1981-2005 - 2. Lexique de combatique (Document fédéral de formation d'entraîneur), Toulouse, 1975-1980.
- Jack Dempsey, Championship fighting, Ed. Jack Cuddy, 1950
- Gabrielle & Roland Habersetzer, Encyclopédie des arts martiaux de l'Extrême-Orient, Ed. Amphora, Paris, 2000
- Louis Lerda, J.C. Casteyre, Sachons boxer, Ed. Vigot, Paris, 1944
- Marcel Petit, Boxe: technique et entraînement, Paris, Ed. Amphora, Paris, 1972